# Gumba (Népal)
Pour les articles homonymes, voir Gumba.
Gumba (en népalais : गुम्बा) est un comité de développement villageois du Népal situé dans le district de Sindhulpalchok. Au recensement de 2011, il comptait 3 431 habitants.